# 舉世盛名
《舉世盛名》（风格化为）是美国创作歌手泰勒·斯威夫特的第6张录音室专辑，由大機器唱片发行于2017年11月10日。专辑由斯威夫特本人製作及执行制作，杰克·安东诺夫、马克斯·马丁、歇爾貝克及等人也参与了专辑的制作，英国創作歌手艾德·希兰及美国饒舌歌手未来小子参与了专辑中的伴唱。根据尼尔森音乐统计，这张专辑在发行的第一個星期内在美国的销量超过了120万张，成为了美国2017年销量最佳的专辑，也是《告示牌》排行榜2018年專輯年終榜打第一名。
2018年5月20日，在2018年告示牌音樂獎入圍了「公告牌二百强专辑榜專輯」及「最佳銷量專輯」，並獲獎「最佳銷量專輯」。2018年10月9日，在全美音樂獎入圍並獲得「最佳流行/搖滾專輯」。2019年2月10日，在第61屆格萊美獎入圍了「最佳流行演唱專輯」。

## 背景

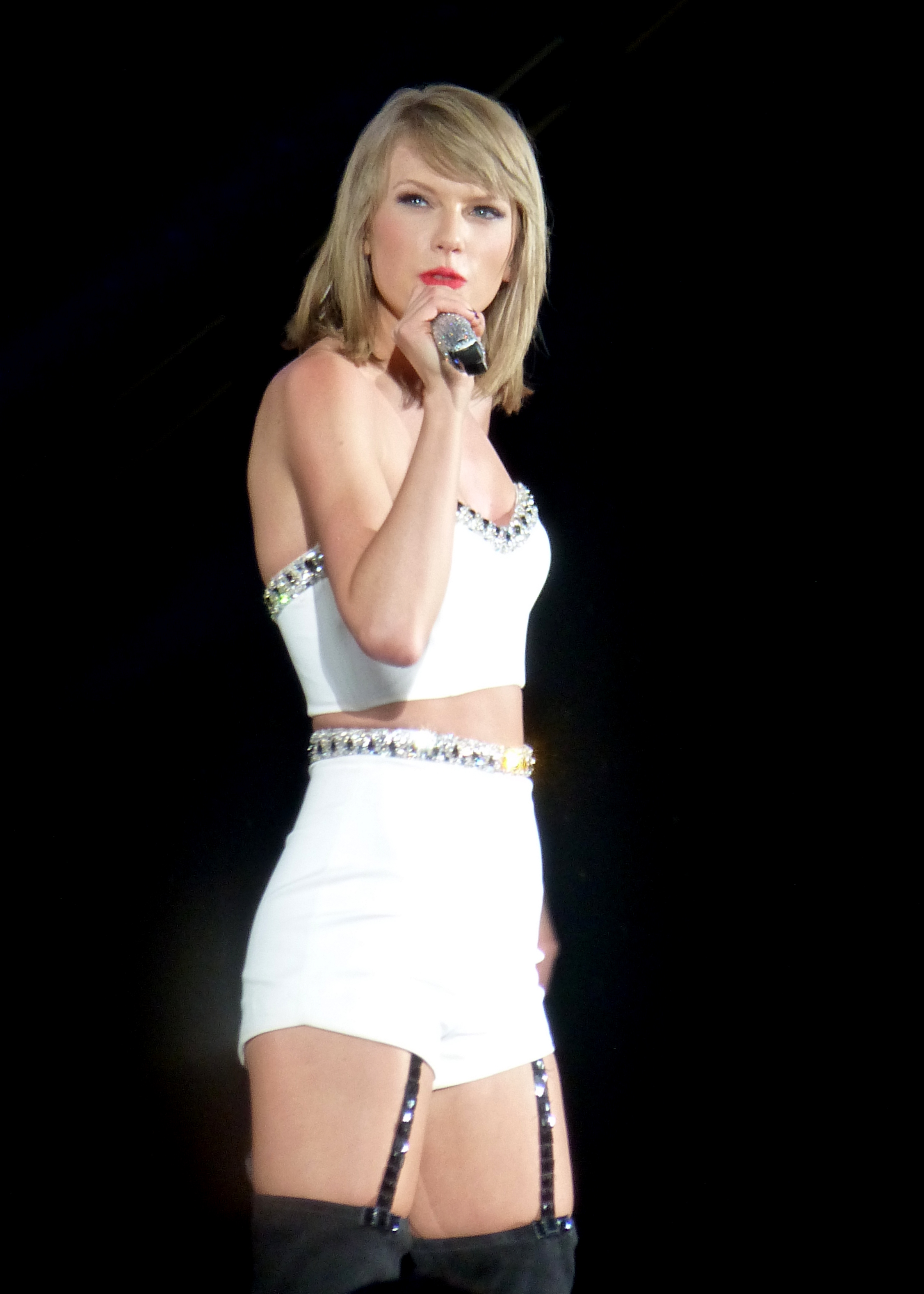
在1989世界巡迴演唱會上表演的斯威夫特。在這次巡演後，斯威夫特因被誣陷而名聲崩塌，并選擇淡出公眾視線，而這一切事件則成為了《舉世盛名》的創作靈感來源。

2014年10月，斯威夫特發行了其第五張錄音室專輯以及首張流行專輯《1989》，標誌著斯威夫特正式從鄉村音樂歌手轉型成流行音樂歌手。该专辑一经发售便获得了大量好评并在全球销量达到了1000万份，同時配套專輯的「1989世界巡迴演唱會」也成為了2015年票房最高的巡演。此外，專輯中的主打單曲中有三首成為了告示牌百大單曲榜冠單，全數單曲亦佔據了該榜單一年半以上，《告示牌》將其稱之為「一種在21世紀10年代的專輯中極其罕見的文化影響」。
然而隨著斯威夫特的名聲大漲，媒體也開始對她的性別、種族、政治等文化取向提出質疑。由她和包括時裝模特、女演員和歌手在內的女性名人朋友組成的「女孩小隊」因涉嫌宣揚對女性主義的錯誤觀念而受到強烈反對，並《每日電訊報》諷刺稱為「不可能美麗的女人炫耀不可能的完美生活」。同時斯威夫特也因為小報新聞報道她與蘇格蘭音樂製作人凱文·哈里斯與英國演員湯姆·希德勒斯頓之間的短暫戀情而被抨擊。同時，斯威夫特與美國說唱歌手肯伊·威斯特和其妻子金·卡戴珊因威斯特的歌曲《出名》中提及威斯特讓斯威夫特成名的歌詞「I made that bitch famous」而引起爭執。儘管斯威夫特在社交媒體上多次聲明自己並未准許威斯特加入這段歌詞，但其之後卻遭到了卡戴珊誣陷其為了自己的名聲欺騙媒體，並放出了一段經剪輯的電話錄音作為證據。
在「電話錄音門」事件爆發後，斯威夫特開始遭到了各大新聞媒體和社交媒體用戶的指責，並被稱其通過了虛偽的一面塑造了其多年來的完美形象。她曾经归功于她脚踏实地和积极的形象和“美国甜心”的声譽也因此徹底崩塌。「#泰勒·斯威夫特完蛋了！」的侮辱性話題在一瞬間被刷上各個社交媒體熱搜榜前列，同時全世界的大部分網友開始跟隨卡佩珊對斯威夫特取的「蛇蠍美人」惡名在斯威夫特的相關推文下大規模回復「蛇」的Emoji表情。同時，KYGO-FM電台的前DJ大衛·穆勒開始借此機會將斯威夫特告上了法庭，稱斯威夫特在2013年紅巡回演唱會丹佛站前的見面會上被穆勒性騷擾的指控纯属污蔑。在經歷了一系列網絡暴力和指控後，斯威夫特選擇淡出公眾視線，並在之後發佈聲明宣佈「人們也許需要從[她]那休息一下」並暫時停止了音樂事業。

## 宣傳與發行
2017年8月18日，斯威夫特突然清空了其全部社交媒體賬號，並在之後幾天內連續發佈了多個以蟒蛇為主題的無聲動畫視頻。2017年8月23日，斯威夫特在其社群媒體與官方網站上公布了专辑封面，同时宣布专辑将于11月10日正式发行，专辑的首支单曲〈看是你逼我的〉发行于第二天。9月2日，美国广播公司的体育节目《週六橄欖球之夜》在播出时首播了斯威夫特专辑的第二首歌〈準備好了嗎〉，随后斯威夫特在其Instagram账号上发布了曲目试听，这支歌曲作为宣传单曲发行于2017年9月3日。10月20日午夜，斯威夫特发行了名为〈完美情人〉的宣传单曲。11月2日，一支名为〈随你怎么说〉的宣传单曲随同其歌词录影带发行。11月8日，斯威夫特透過其社交媒體公佈了專輯的曲目列表。在專輯預定官方發行前12小時，專輯在網路上洩露。

## 专辑封面与版本
《名誉》的专辑封面由墨特与马可斯在伦敦拍摄，封面上斯威夫特身着灰色毛衣，脖子上戴着勒紧的项链，在她脸上的一侧布满着报纸头条风格般的名字。
在美国，塔吉特百货将独家发行包含专辑及两本72页包含不同内容的杂志的特别版本；在加拿大，沃尔玛也将独家发行杂志版本。两本杂志中将包含斯威夫特的照片、手写歌词、诗歌以及绘画作品。《舉世盛名-進口時尚盤Vol.1》（Reputation Vol. 1）杂志封面由墨特與馬可斯拍摄；《舉世盛名-進口迷彩盤Vol.2》（Reputation Vol. 2）杂志封面由本尼·霍恩（Benny Horne）拍摄，这个封面上斯威夫特身着军绿色夹克。

## 詞曲
格雷格·科特在《芝加哥論壇報》寫道，《舉世盛名》是斯威夫特“另一大轉變，這次轉型成了流行舞曲、電子流行、合成器流行風格，雖然上一張專輯《1989》也有以上的風格，不過《舉世盛名》算是《1989》的昇華。《每日电讯报》的尼尔·麦考密克則認為專輯是一張“激進而撕逼味十足的流行專輯”，而《滾石》的罗布·设菲尔德則稱專輯是以《1989》的合成器流行風格為基礎的。斯威夫特解釋道，專輯有著線性般的时间轴，描寫了從她開始創作專輯到現在的感受。專輯的第一首歌曲〈準備好了嗎〉是一首受到“電子音樂風格啟發”以流行主導的电子流行與工業流行歌曲，曲中還含有熱帶浩室、迴響貝斯與陷阱音樂的元素。斯威夫特表示，歌曲“引入了類似於《罪与罚》的暗喻手法，這些你會在專輯後面的其它部分聽到更多”。她亦稱，歌曲的歌詞與“找到能和自己『一起胡鬧的好姊妹』（partner in crime）相關”。
〈使壞〉是專輯的第三首歌曲，斯威夫特在鋼琴上創作完成。斯威夫特在iHeartRadio是表示，歌曲的製作靈感源於她的一個夢。她將夢中得到的製作概念講給製作人马克斯·马丁聽，而馬丁則獲取了斯威夫特的聲音並對其進行了降調處理，放在副歌後頭，營造特效。斯威夫特希望能在歌曲〈易碎〉中使用聲碼器來製作出一些“富有感情”而“脆弱的”效果。她解釋道，歌曲與“你在遇到一個心儀對象時發生的事情相關，你真的會很擔心他在真正遇見你之前都聽說了哪些（關於你的）事情。”首支單曲〈看是你逼我的〉則以“詩歌的形式，描述了‘你發現，自己不能相信一些人，但感激著你可以相信的人’之情感。”歌曲取樣了英國舞蹈流行組合弗瑞德语录的歌曲〈I'm Too Sexy〉。
斯威夫特將歌曲〈心的主人〉以每一段都能描述一段特定關係的形式分段，而歌曲的節奏會隨著段落的進行逐漸加快。第12首歌曲，〈长裙〉含有斯威夫特“大概一年前發想出來的”一些歌詞。外界認為，這是斯威夫特“迄今為止最性感的一首歌曲”，展現了她感性的一面。斯威夫特描述稱，〈随你怎么说〉是最能代表她現在心情的一首歌曲。對於專輯的最後一首歌曲，〈新年日〉的歌詞，斯威夫特表示，相對於“誰是妳跨年夜接吻的那個人”，知道“在新年那一天跟你一起處理派對後續，想要給妳布洛芬幫妳打掃乾淨房子的人是誰，不是更為浪漫嗎？”。

## 宣传
美国联合包裹服务已经宣布将为斯威夫特官网商店递送《舉世盛名》，并成为“官方递送合作伙伴”。特定城市的UPS卡车将张贴上《名誉》专辑封面，UPS鼓励粉丝们拍摄张贴有专辑封面的卡车照片，并将照片添加标签发布到推特上，以获得购买演唱会门票的“优先机会”｡
斯威夫特还与票務大師公司展开合作，推行一种独特的捆绑销售模式，在这个模式中，那些想要购买即将举行的名誉体育场巡回演唱会门票的人可以申请注册优先等待列表，也可以通过各种方式获得等待列表的优先权，包括购买周边商品和预订《名誉》；然此系統亦引起爭議，國家列表中將台灣列為「中國大陸地區的一省」｡
海外方面，环球音乐国际部在中国大陆的北上广投放了广告，登上了包括北京京信大厦、上海外滩震旦大厦和南京西路静安寺百乐门以及广州天河外经贸大厦等在内的大楼广告；環球音樂台灣為慶祝《舉世盛名》數位發行，將「I♥TS REP」、「泰勒絲」字樣打上台北101大楼，使斯威夫特成為史上第一位登上台灣最高建築物的國際女歌手。

### 单曲
2017年8月25日，〈看是你逼我的〉作为《名誉》的首单发行，这支单曲打破了数十个记录，在Spotify上24小时内的流媒体播放量超过了任何艺人，并成为最快达到美国iTunes歌曲排行的第一位的女艺人，单曲在21个国家和地区排在榜首，并以本年度最高销量及最多流媒体播放次数在美国《公告牌》百强单曲榜上夺得了冠军，成为了斯威夫特第五支冠军单曲，这也是继英國歌手愛黛兒的〈你好〉后第一支夺冠的女歌手独唱单曲。伴随着单曲的发行，单曲的音乐录影带在2017年MTV音乐录影带大奖上首映，并在前24小时内于YouTube上产生了4320万次观看次数，打破了2015年阿黛尔〈你好〉音乐录影带创下的2770万次观看次数，而在两年后则被斯威夫特作为新未定名专辑的首支单曲〈我！〉以6250万次观看次数打破记录。
2017年9月2日，斯威夫特在她的Instagram账户上透露了将作为推广单曲发行的专辑曲目列表中的第一支歌曲〈準備好了嗎〉，成為专辑的第一支宣傳单曲。9月3日，在预购《舉世盛名》的同时该单曲提供了数字单曲下载，单曲在澳大利亚获得了第3位、在美国获得了第4位、在英国获得了第7位的成绩。10月24日，歌曲作為專輯的第二支單曲派往當代節奏電台播放。10月27日，歌曲的音乐录影带首播。
艾德·希兰和未来小子客串的〈游戏终结〉，於2017年11月14日作為專輯的第三支單曲發行至法國電台。而〈新年日〉於11月27日作為專輯在北美的第三支單曲在美國鄉村電台發行，這是專輯第四支發行為單曲的歌曲。〈真命天子〉於2018年1月12日作為專輯的第5支單曲派往英國電台發行。〈易碎〉是專輯的第6支單曲，於2018年3月12日派往當代流行電台和成人当代電台發行其音樂錄影帶於2018年iHeartRadio音樂獎首播。〈亡命飛車〉于2018年9月6日派往澳大利亚和新西兰电台作为专辑的第7张单曲发行。

### 宣傳单曲
10月19日，斯威夫特透過其Instagram賬號以一段電子流行化的嬰兒人聲宣佈了新歌的標題〈完美情人〉，並發佈了一小段歌曲的預覽。次日，這首名為〈完美情人〉的歌曲作為《名誉》的第一支宣傳單曲發行。2017年11月2日，斯威夫特在其社交網站宣佈將發行第二支宣傳單曲。這首宣傳單曲名為〈随你怎么说〉，於11月3日午夜發行。

### 巡演
2017年11月13日，斯威夫特宣佈將於2018年啟動舉世盛名體育場巡迴演唱會以宣傳《舉世盛名》。巡演於2018年5月8日在格蘭岱爾的鳳凰城大學體育館首演，並於2018年11月21日在日本東京的东京巨蛋結束，總計53場，涵蓋北美、歐洲、大洋洲和亞洲多座城市。

## 评价
| 綜合得分       | 綜合得分 |
| 來源           | 評分     |
| -------------- | -------- |
|                | 6.7/10   |
|                | 71/100   |
| 評論得分       |          |
| 來源           | 評分     |
| 《影音俱樂部》 | B        |
| 《娱乐周刊》   | B        |
| 《衛報》       | [ 77 ]   |
| 《獨立報》     | [ 78 ]   |
| 《新音乐快递》 | [ 79 ]   |
| 《滾石》       | [ 38 ]   |
| 《Q》          | [ 80 ]   |
| 《偏锋杂志》   | [ 81 ]   |
| 《每日电讯报》 | [ 37 ]   |
| 《今日美國》   | [ 12 ]   |

Metacritic根據22份主流樂評，給予了歌曲72分的綜評，顯示這張專輯獲得了“普遍的好評”。《衛報》的亚历克西斯·彼得里迪斯認為，《舉世盛名》“也許陷入了苦澀與緋聞中，但是，這名流行巨星在她第6張錄音室專輯的創作智慧和歌詞實力是不能否認的”，他亦認為，專輯中的歌曲代表“她臉色與她納許維爾的根基（指鄉村音樂）完全一刀兩斷，而開始進入嘈雜的高能舞曲影響下的流行世界”。《滾石》的罗布·设菲尔德寫道，《舉世盛名》“展現了這名流行巨星內心更為黑暗深刻的一面”，他亦補充道，“作為史上最偉大的流行巨星，她一如既往嘗試著新東西。”《獨立報》的罗伊辛·奥康娜表示：“《随你怎么说》按理說是斯威夫特創作出的最棒的歌曲”，她亦讚揚了斯威夫特與杰克·安东诺夫的共同製作，稱他們的製作為專輯的“精品”。《每日电讯报》的尼尔·麦考密克描述道，《名誉》是“抓住了人心脆弱一面的一張有著大卻魯莽目標的撕逼流行專輯”。《诚恳家日报》的特洛伊·史密斯表示，这张专辑点明了斯威夫特的歌曲创作天赋，评价〈新年日〉、〈游戏终结〉、〈易碎〉和〈长裙〉为专辑中的特别亮点。
負面評價方面，《前音後果》的吉奥夫·纳尔逊給予專輯D+的評分，寫道：“斯威夫特的第6張錄音室專輯是一張臃腫的轉型災難專輯”，“《舉世盛名》從最開始的單曲〈看是你逼我的〉開始就沒有任何提升，即便〈准备好了吗〉的副歌是專輯中少數殘餘有《1989》時期的片段。但看看其它地方，斯威夫特都在自找麻煩：她又做饒舌，又用非洲裔美国人白话英语，還奇怪地與未來小子合作。”但纳尔逊表示，〈完美情人〉、〈易碎〉和〈随你怎么说〉是專輯“最強的時刻”。

### 年度排名
| 出版物         | 列表            | 排名 | 參考   |
| -------------- | --------------- | ---- | ------ |
| 《Complex》    | 2017年最佳專輯  | 26   | [ 84 ] |
| 《纽约时报》   | 2017年最佳專輯  | 5    | [ 85 ] |
| 《新音乐快递》 | NME年度專輯     | 31   | [ 86 ] |
| 《人物》       | 2017年十佳專輯  | 1    | [ 87 ] |
| 《滾石》       | 2017年50佳專輯  | 7    | [ 88 ] |
| 《獨立報》     | 2017年30佳專輯  | 19   | [ 89 ] |
| 《時代雜誌》   | 2017年十佳專輯  | 9    | [ 90 ] |
| 《告示牌》     | 2018年200大專輯 | 1    | [ 91 ] |

## 商业表现
《舉世盛名》全球首週銷量為200萬。在專輯發行前一周，專輯在美國的預售達到400,000銷售單元，《告示牌》表示其為斯威夫特上張專輯《1989》的2倍。根據Nielsen SoundScan，專輯首日美國銷量約為700,000份，發行4日則達到105萬份，成為美國2017年銷量最佳的專輯。專輯最終以123.8萬份专辑等价单位（包含121.6萬份傳統銷量）空降《公告牌》二百强专辑榜冠軍，成為斯威夫特第5張冠軍專輯。這亦成為斯威夫特第4張美國首週銷量過百萬的專輯。因此，斯威夫特成為Nielsen SoundScan1991年開始追蹤銷量以來首位擁有四張單週銷量超過100萬的歌手。《舉世盛名》亦成為愛黛兒的《25》後首週銷量最高的專輯，亦為《25》後首個單週銷量超過百萬的專輯，此外亦創下了Nielsen SoundScan追蹤銷量以來美國第10高的單週銷量紀錄。該週，《舉世盛名》銷量亦超過了二百强专辑榜其它上榜專輯的銷量總和。
次週，《舉世盛名》以超過256,000專輯等價銷售單元（實銷232,000張）繼續保持冠軍之位，成為繼蕾哈娜2016年專輯《反了》之後首張在冠軍位停留超過1週的由女歌手發佈的專輯，亦是繼《二十五歲》之後首張在專輯發佈首2週均奪冠的由女歌手發佈的專輯。第3週，專輯銷量超過147,000等價銷售單元（實銷131,000張），成為2017年第4張奪冠週數達到3週的專輯。《舉世盛名》發行第4週以112,000專輯等價銷售單元（實銷70,000張）跌至第3位，但3週後又重新奪冠。第8週，專輯被《大娛樂家：電影原聲帶》擠下冠軍之位。2017年全年，專輯共取得了2,336,000等價銷售單元，其中包括實銷1,903,000份，成為該年美國最暢銷的專輯和全球第3暢銷的專輯（僅次於《該死》和《÷》）目前，專輯已被美國唱片業協會認證為三白金唱片。随着斯威夫特于2025年5月宣布买回包含《舉世盛名》在内的前六张专辑的母带版权，专辑于同月再次冲进二百强专辑榜前五。
《舉世盛名》發行首日在加拿大取得了超過50,000份銷量。專輯首週銷量80,000介於81,000銷售單元之間，成為斯威夫特在加拿大专辑榜第5張冠軍專輯。這也成為了自德雷克2016年專輯《傲視》發行以來首週最高銷量紀錄。次週，專輯取得了17,000銷售單元（包括15,000份實銷），繼續保持冠軍之位，成為斯威夫特第4張在加拿大取得了超過1週冠軍之位的專輯。第3週，專輯取得了11,000銷售單元，成為自《該死》以來首張取得連續3週冠軍的專輯，亦成為斯威夫特在加拿大奪冠週數第2長的專輯（僅次於《1989》）。第4週，專輯跌至第3位。
專輯在英國3日內銷量略超65,000份，並以84,000份銷量空降英國專輯排行榜冠軍，成為斯威夫特在該國第3張冠軍專輯，亦為該國2017年首週銷量第5高的專輯。次週，專輯跌至第8位。《舉世盛名》已被英国唱片业协会認證為金唱片。在澳大利亞，專輯以54,976份首週銷量成為該國2017年首週銷量第3高的專輯，僅次於艾德·希兰《÷》和粉红佳人的《美麗傷痕》。這也成為了斯威夫特在澳大利亚唱片业协会榜第4張冠軍專輯。專輯之後在榜單又取得了一週的冠軍，并被澳大利亚唱片业协会認證為白金唱片。此外，專輯亦在愛爾蘭和紐西蘭奪冠，并被新西兰唱片音乐协会以7,500銷售單元認證為金唱片。
中国大陆市场，数字专辑在各大线上平台卖破了一百万张。创下了欧美女歌手在中國大陸发片的销售记录。

## 曲目列表
| 標準版   | 標準版                                                                 | 標準版 | 標準版                                            | 標準版 |
| 曲序     | 曲目                                                                   | 词曲 | 製作人                                            | 时长   |
| -------- | ---------------------------------------------------------------------- | --- | ------------------------------------------------- | ------ |
| 1.       | 准备好了吗？ ...Ready for It?                                          | 泰勒·斯威夫特 马克斯·马丁 歇爾貝克 阿里·帕亚米 （ 英语 ： Ali Payami）                                                     | 马丁 歇爾貝克 帕亚米                              | 3:28   |
| 2.       | （艾德·希兰与未来小子助陣） End Game (featuring Ed Sheeran and Future) | 斯威夫特 马丁 歇爾貝克 艾德 未來小子                                                                             | 马丁 歇爾貝克 伊利亞·薩爾曼扎德 （ 英语 ： Ilya Salmanzadeh） [a] | 4:04   |
| 3.       | I Did Something Bad                                                    | 斯威夫特 马丁 歇爾貝克                                                                                           | 马丁 歇爾貝克                                     | 3:58   |
| 4.       | 别怪我 Don't Blame Me                                                  | 斯威夫特 马丁 歇爾貝克                                                                                           | 马丁 歇爾貝克                                     | 3:56   |
| 5.       | 易碎 Delicate                                                          | 斯威夫特 马丁 歇爾貝克                                                                                           | 马丁 歇爾貝克                                     | 3:52   |
| 6.       | 看是你逼我的 Look What You Made Me Do                                  | 斯威夫特 杰克·安东诺夫 弗雷德·费尔布拉斯 （ 英语 ： Right Said Fred） 理查德·费尔布拉斯 （ 英语 ： Richard Fairbrass） 罗伯·曼佐利 （ 英语 ： Right Said Fred） | 斯威夫特 安东诺夫                                 | 3:31   |
| 7.       | 就这样吧 So It Goes...                                                 | 斯威夫特 马丁 歇爾貝克 奥斯卡·格雷斯 （ 瑞典语 ： Oscar Görres）                                                             | 马丁 歇爾貝克 格雷斯                              | 3:47   |
| 8.       | Gorgeous                                                               | 斯威夫特 马丁 歇爾貝克                                                                                           | 马丁 歇爾貝克                                     | 3:29   |
| 9.       | 亡命飛車 Getaway Car                                                   | 斯威夫特 安东诺夫                                                                                                | 斯威夫特 安东诺夫                                 | 3:53   |
| 10.      | 心的主人 King of My Heart                                              | 斯威夫特 马丁 歇爾貝克                                                                                           | 马丁 歇爾貝克                                     | 3:34   |
| 11.      | 束手共舞 Dancing With Our Hands Tied                                   | 斯威夫特 马丁 歇爾貝克 奥斯卡·霍尔特                                                                             | 马丁 歇爾貝克 霍爾特                              | 3:31   |
| 12.      | 长裙 Dress                                                             | 斯威夫特 安东诺夫                                                                                                | 斯威夫特 安东诺夫                                 | 3:50   |
| 13.      | 为何我们无法相处 This Is Why We Can't Have Nice Things                 | 斯威夫特 安东诺夫                                                                                                | 斯威夫特 安东诺夫                                 | 3:27   |
| 14.      | 随你怎么说 Call It What You Want                                       | 斯威夫特 安东诺夫                                                                                                | 斯威夫特 安东诺夫                                 | 3:23   |
| 15.      | 新年日 New Year's Day                                                  | 斯威夫特 安东诺夫                                                                                                | 斯威夫特 安东诺夫                                 | 3:55   |
| 总时长： | 总时长：                                                               | 总时长： | 总时长：                                          | 55:38  |

注释
- ^[a] 为特邀制作人。
- 〈看是你逼我的〉采样了弗瑞德语录（英语：Right Said Fred）的歌曲〈I'm Too Sexy（英语：I'm Too Sexy）〉[123]。
- 歌曲中文名為星外星唱片中國大陸引進版和環球唱片台灣引進版官方譯名[1][2]。

## 製作團隊
名單來自《舉世盛名》專輯所附的內容介紹
- Taylor Swift ：主要聲樂、和聲、詞曲作家、執行製作人、第6, 9, 12-15首的製作人、專輯包裝設計
- Max Martin：第1-5, 7, 8, 10, 11首的製作人、鍵盤及編程；第1首的錄音；第4首的和聲；第4, 5首的鋼琴
- Shellback：第1-5, 7, 9, 10, 11首的製作人、鍵盤及編程；第2, 4, 10首的鼓；第2, 10首的貝斯；第8首的吉他
- Jack Antonoff：第6, 9, 12-15首的製作人；第6, 9, 12-14首的編程及樂器；第15首的鋼琴、貝斯、吉他及合成器
- Ali Payami：第1首的製作人、鍵盤及編程
- Oscar Görres：第7首的製作人、鍵盤、編程及鋼琴
- Oscar Holter：第11首的製作人、鍵盤及編程
- Michael Ilbert：第2-5, 7, 8, 10, 11首的工程
- Sam Holland：第2, 5, 7, 8, 10的工程
- Laura Sisk：第6, 9, 12 , 13, 15首的工程
- Noah Passovoy：第10首的工程
- Cary Bice：第2-5, 7, 10, 11首的工程協助
- Jeremy Lertola：第2, 4, 5, 7, 10, 11首的工程協助
- Jon Sher：第10首的工程協助
- Ilya Samanzedeh：第2首的額外聲樂製作
- Seth Frekins：第2首的工程
- Sean Flora：第2首的工程協助
- Peter Karlsson：第2首的工程協助
- Mike Synphony：第2首的工程協助
- Daniel Watson：第2首的工程協助
- Victoria Parker：第6, 9, 13首的小提琴；第13首的中提琴
- Philip A. Peterson：第6, 9, 13首的大提琴
- Evan Smith：第6首的薩克斯風
- James Reynold：第8首的嬰兒聲開場
- Sean Hutchinson：第9首的鼓
- Serban Ghenea：整張專輯的混音
- John Hanes：整張專輯的混音工程
- Randy Merrill：整張專輯的母帶
- Ed Sheeran：第2首的客串歌手
- Future：第2首的客串饒舌歌手
- Mart and Marcus：攝影師
- Mat Maitland：照片創意指導
- Joseph Cassell：服裝造型師
- Isamya French：化妝師
- Lorraine Griffin：指甲美容師
- Paul Hanlon：髮型設計師
- Josh and Bethany Newman：專輯包裝藝術指導
- Ben Fieker：專輯包裝設計
- Parker Foote：專輯包裝設計
- Austin Hale：專輯包裝設計

## 榜單
| 各國音樂榜單 (2017–2018)                  | 最高 名次 |
| ----------------------------------------- | --------- |
| 澳大利亞（ARIA專輯榜）                    | 1         |
| 奧地利（奧地利Ö3專輯榜）                  | 1         |
| 比利時法蘭德斯（Ultratop專輯榜）          | 1         |
| 比利時瓦隆（Ultratop專輯榜）              | 4         |
| 加拿大（《告示牌》Canadian Albums Chart） | 1         |
| 捷克（ČNS IFPI專輯榜）                    | 2         |
| 丹麥（Hitlisten專輯榜）                   | 3         |
| 荷蘭（MegaCharts專輯榜）                  | 1         |
| 芬蘭（Suomen virallinen lista專輯榜）     | 4         |
| 法國（SNEP專輯榜）                        | 16        |
| 德國（Media Control專輯榜）               | 2         |
| 希臘專輯榜 (IFPI)                         | 3         |
| 匈牙利（MAHASZ專輯榜）                    | 1         |
| 愛爾蘭（IRMA專輯榜）                      | 1         |
| 義大利（FIMI專輯榜）                      | 3         |
| 日本（Oricon專輯榜）                      | 3         |
| 日本國際專輯榜 (Oricon)                   | 1         |
| 墨西哥專輯榜 (AMPROFON)                   | 4         |
| 紐西蘭（RMNZ專輯榜）                      | 1         |
| 挪威（VG-lista專輯榜）                    | 1         |
| 波蘭（ZPAV專輯榜）                        | 6         |
| 葡萄牙（AFP專輯榜）                       | 1         |
| 蘇格蘭（OCC專輯榜）                       | 1         |
| 韓國（Gaon專輯榜）                        | 36        |
| 韓國（Gaon國際專輯榜）                    | 3         |
| 斯洛伐克專輯榜 (ČNS IFPI)                 | 1         |
| 南非專輯榜 (RSG)                          | 3         |
| 西班牙（PROMUSICAE專輯榜）                | 1         |
| 瑞典（Sverigetopplistan專輯榜）           | 2         |
| 瑞士（Schweizer Hitparade專輯榜）         | 1         |
| 英國（OCC專輯榜）                         | 1         |
| 美国（《告示牌》200）                     | 1         |

| 各國音樂榜單 (2017)              | 名次 |
| -------------------------------- | ---- |
| 澳大利亞專輯榜 (ARIA)            | 3    |
| 奧地利專輯榜 (Ö3 Austria)        | 55   |
| 比利時專輯榜 (Ultratop Flanders) | 57   |
| 比利時專輯榜 (Ultratop Wallonia) | 165  |
| 荷蘭專輯榜 (MegaCharts)          | 90   |
| 德國專輯榜 (Offizielle Top 100)  | 60   |
| 日本專輯榜 (《告示牌》)          | 82   |
| 日本專輯榜 (Oricon)              | 73   |
| 墨西哥專輯榜 (AMPROFON)          | 93   |
| 紐西蘭專輯榜 (RMNZ)              | 9    |
| 韓國國際專輯榜 (Gaon)            | 51   |
| 瑞士專輯榜 (Schweizer Hitparade) | 90   |
| 英國專輯榜 (OCC)                 | 15   |

| 各國音樂榜單 (2018)              | 名次 |
| -------------------------------- | ---- |
| 澳大利亞專輯榜 (ARIA)            | 11   |
| 比利時專輯榜 (Ultratop Flanders) | 77   |
| 加拿大專輯榜 (《告示牌》)        | 4    |
| 丹麥專輯榜 (Hitlisten)           | 87   |
| 愛爾蘭專輯榜 (IRMA)              | 16   |
| 日本專輯榜 (《告示牌》)          | 72   |
| 墨西哥專輯榜 (AMPROFON)          | 62   |
| 紐西蘭專輯榜 (RMNZ)              | 9    |
| 韓國國際專輯榜 (Gaon)            | 84   |
| 英國專輯榜 (OCC)                 | 37   |
| 美國《告示牌》二百大專輯榜       | 1    |

| 各國音樂榜單 (2019)        | 名次 |
| -------------------------- | ---- |
| 紐西蘭專輯榜 (RMNZ)        | 45   |
| 美國《告示牌》二百大專輯榜 | 74   |

| 各國音樂榜單 (2010–2019)   | 名次 |
| -------------------------- | ---- |
| 美國《告示牌》二百大專輯榜 | 62   |

## 认证
| 地區                                                       | 认证     | 认证单位/销量 |
| ---------------------------------------------------------- | -------- | ------------- |
| 澳大利亚（澳大利亚唱片业协会）                             | 2× 白金  | 140,000^      |
| 奥地利（國際唱片業協會奧地利分會）                         | 白金     | 15,000‡       |
| 中国                                                       | 10× 白金 | 1,025,000     |
| 日本                                                       | 金       | 100,000       |
| 墨西哥                                                     | 白金     | 60,000        |
| 新西兰（新西兰唱片音乐协会）                               | 2× 白金  | 15,000‡       |
| 瑞典（瑞典唱片業協會）                                     | 白金     | 40,000‡       |
| 英国（英国唱片业协会）                                     | 白金     | 300,000‡      |
| 美国（美國唱片業協會）                                     | 3× 白金  | 3,000,000‡    |
| 總計                                                       |          |               |
| 全球                                                       | 不適用   | 4,500,000     |
| *僅含認證的實際銷量 ^僅含認證的出貨量 ‡僅含認證的+實際銷量 |          |               |

## 發行歷史
| 地區 | 日期           | 形式                  | 版本       | 唱片公司 | 參考    |
| ---- | -------------- | --------------------- | ---------- | -------- | ------- |
| 全球 | 2017年11月10日 | CD 數位音樂下載       | 原版       | 大機器   | [ 191 ] |
| 美國 | 2017年11月10日 | 卡式錄音帶            | 原版       | 大機器   | [ 192 ] |
| 全球 | 2017年12月1日  | 串流媒體              | 原版       | 大機器   | [ 193 ] |
| 美國 | 2017年12月15日 | 黑膠唱片              | 原版       | 大機器   | [ 194 ] |
| 全球 | 2018年3月9日   | 數位音樂下載 串流媒體 | 卡拉OK版本 | 大機器   | [ 195 ] |
| 全球 | 2018年5月18日  | CD+G+DVD              | 卡拉OK版本 | 大機器   | [ 196 ] |

## 外部連結
- 泰勒絲官方網站上的《名誉》